# وريد مراري
الوريد المراري هو وريد يقوم بتصريف الدم من المرارة، ويرافق القناة المرارية.
ينتهي عادةً هذا الوريد في التفرع الأيمن لوريد الباب.

## وصلات خارجية
- Fine A (1997). "The cystic vein: the significance of a forgotten anatomic landmark". JSLS. ج. 1 ع. 3: 263–6. PMC:3016730. PMID:9876684.

هذه المقالة تعتمد على مواد ومعلومات ذات ملكية عامة، من الصفحة رقم 682  الطبعة العشرين لكتاب تشريح جرايز لعام 1918.